# Hermanus Theodorus Goossens
Hermanus Theodorus Goossens (Roggel, 7 februari 1775 - aldaar, 26 februari 1858) was een Nederlandse politicus. Hij was van 1821 tot 1855 burgemeester van Aarle-Rixtel en van 1822 tot 1838 tevens burgemeester van Lieshout. 
Hermanus Goossens was een zoon van Joannes Goossens (Deurne, 1750), burgemeester van Roggel, en Joanna Geenen (Roggel, 1745). Hij trouwde op 10 mei 1800 te Aarle-Rixtel met Maria Elisabeth Sterken (1778-1809) en in 1811 met Petronella van Berlo (1785-1841).
Hermanus Goossens werd per 2 januari 1821 benoemd tot burgemeester van Aarle-Rixtel, een functie die destijds in Noord-Brabant werd aangeduid als schout. Op 24 oktober 1822 werd hij benoemd tot burgemeester van Lieshout, eveneens aangeduid als schout. Hij vervulde de dubbelfunctie tot hij in 1838 in Lieshout werd opgevolgd door Henricus van den Heuvel. In 1856 werd hij in Aarle-Rixtel opgevolgd door gemeentesecretaris P.J. Donkers.